# Elfenfohren
Elfenfohren gehört als Teil der ehemals selbstständigen Gemeinde Ihmert seit dem 1. Januar 1975 (§ 3 Sauerland/Paderborn-Gesetz) zur Stadt Hemer. Die Siedlung liegt im Südwesten der Stadt, kurz vor der Grenze zu Evingsen. Der Hof mit angeschlossener Gaststätte geht bis auf das Jahr 1813 zurück.
Die Herkunft des Namens ist nicht endgültig geklärt. Nach einer Deutung aus dem Jahr 1885 steht der alte Name „Eilf-Fohren“ für elf Furchen, in die das Land eingeteilt war. Alternativ könnten Nebelschwaden über dem Tal als eine Gruppe schwebender Elfen gesehen werden.